# Erik Henriksen
Erik Christian Henriksen (ur. 8 kwietnia 1958 w Champaign) – amerykański łyżwiarz szybki.

## Kariera
Największe sukcesy w karierze osiągnął w sezonie 1985/1986, kiedy zajął trzecie miejsce w klasyfikacji końcowej Pucharu Świata na 500 m. Wyprzedzili go jedynie dwa rodacy: Dan Jansen oraz Nick Thometz. W zawodach PŚ zadebiutował 23 listopada 1985 roku w Trondheim, zajmując drugie miejsce za Jansenem w biegu na 500 m. Zatem już w swoim pierwszym starcie stanął na podium. W pierwszej trójce plasował się później jeszcze ośmiokrotnie, jednak nigdy nie zwyciężył. Nigdy nie zdobył medalu mistrzostw świata; jego najlepszym wynikiem było piąte miejsce wywalczone podczas sprinterskich mistrzostw świata w West Allis. W 1984 roku wystartował na igrzyskach olimpijskich w Sarajewie, gdzie jego najlepszym wynikiem było jedenaste miejsce w biegu na 1000 m. Na tych samych igrzyskach zajął też 20. miejsce na 500 m i 21. na 1500 m. Cztery lata później, podczas igrzysk w Calgary zajął piętnaste miejsce na 500 m. W 1994 roku zakończył karierę.